# Indo Live
Albums de Indochine
Wax
(1996) Dancetaria
(1999)
Indo Live est le troisième album live officiel du groupe Indochine. Sorti en novembre 1997, il a été enregistré à l'Ancienne Belgique de Bruxelles le 11 mai de la même année, en plein Wax Tour. Il est sorti en CD, VHS puis réédité en DVD en 2002, avec un menu faisant figurer ce qui était alors le nouveau logo d'Indochine, la célèbre croix de Paradize.
Contrairement à la mention "Concert intégral" dans le générique, le film ne comprend pas "La Sécheresse du Mékong", ni "Peter Pan", jouées ce soir-là. 
| Disque n°1 | Disque n°1                            | Disque n°1 | Disque n°1 | Disque n°1 | Disque n°1 | Disque n°1 | Disque n°1 | Disque n°1 | Disque n°1 |
| No         | Titre                                 | Durée      |            |            |            |            |            |            |            |
| ---------- | ------------------------------------- | ---------- | ---------- | ---------- | ---------- | ---------- | ---------- | ---------- | ---------- |
| 1.         | Ouverture (Edward aux mains d'argent) | 1:49       |            |            |            |            |            |            |            |
| 2.         | Mire-live                             | 4:58       |            |            |            |            |            |            |            |
| 3.         | Unisexe                               | 5:31       |            |            |            |            |            |            |            |
| 4.         | Les Tzars                             | 4:53       |            |            |            |            |            |            |            |
| 5.         | Trois nuits par semaine               | 7:10       |            |            |            |            |            |            |            |
| 6.         | La main sur vous                      | 4:51       |            |            |            |            |            |            |            |
| 7.         | Les silences de Juliette              | 5:43       |            |            |            |            |            |            |            |
| 8.         | Kissing my song                       | 4:25       |            |            |            |            |            |            |            |
| 9.         | Satellite                             | 5:26       |            |            |            |            |            |            |            |
| 10.        | Punishment Park                       | 4:06       |            |            |            |            |            |            |            |
| 11.        | Echo-ruby                             | 4:03       |            |            |            |            |            |            |            |
| 12.        | Je n'embrasse pas                     | 6:05       |            |            |            |            |            |            |            |
| 13.        | Drugstar                              | 5:26       |            |            |            |            |            |            |            |
| 64:24      |                                       |            |            |            |            |            |            |            |            |

| Disque n°2 | Disque n°2               | Disque n°2 | Disque n°2 | Disque n°2 | Disque n°2 | Disque n°2 | Disque n°2 | Disque n°2 | Disque n°2 |
| No         | Titre                    | Durée      |            |            |            |            |            |            |            |
| ---------- | ------------------------ | ---------- | ---------- | ---------- | ---------- | ---------- | ---------- | ---------- | ---------- |
| 1.         | Révolution               | 5:35       |            |            |            |            |            |            |            |
| 2.         | Des fleurs pour Salinger | 6:24       |            |            |            |            |            |            |            |
| 3.         | Canary Bay               | 6:13       |            |            |            |            |            |            |            |
| 4.         | Monte Cristo             | 4:56       |            |            |            |            |            |            |            |
| 5.         | Mes Regrets/3e sexe      | 6:37       |            |            |            |            |            |            |            |
| 6.         | Tes yeux noirs           | 5:23       |            |            |            |            |            |            |            |
| 7.         | L'Aventurier             | 7:04       |            |            |            |            |            |            |            |
| 42:09      |                          |            |            |            |            |            |            |            |            |

## Singles
- L'Aventurier / Écho-Ruby / Monte Cristo (version live, sorti le 7 octobre 1997)
- Mes Regrets (reprise) / 3e sexe (version live, sorti le 30 avril 1998)